# Vedrytj
Vedrytj (vitryska: Ведрыч) är ett vattendrag i Belarus.   Det ligger i voblasten Homels voblast, i den östra delen av landet, 250 km sydost om huvudstaden Minsk.
Omgivningarna runt Vedrytj är en mosaik av jordbruksmark och naturlig växtlighet. Runt Vedrytj är det ganska glesbefolkat, med 39 invånare per kvadratkilometer.